# Championnat de Chine d'échecs
Le championnat de Chine d'échecs est un championnat d'échecs  organisé depuis 1957  en Chine par la fédération chinoise des échecs.

## Multiples vainqueurs du tournoi masculin
7 titres
- Ye Jiangchuan (en 1981, 1984, 1986, 1987, 1989, 1994 et 1996)

3 titres
- Lin Weiguo (en 1991, 1992 et 1997)
- Ni Hua (en 2006, 2007 et 2008)
- Ding Liren (en 2009, 2011 et 2012)
- Yu Yangyi (en 2014, 2020 et 2021)
- Wei Yi (en 2015, 2016 et 2017)
- Wang Yue (en 2005, 2013 et 2024)

2 titres
- Xu Tianli (en 1960 et 1962)
- Cheng De (en 1974 et 1977)
- Qi Jingxuan (en 1975 et 1978)
- Liu Wengzhe (en 1980 et 1982)
- Xu Jun (en 1983 et 1985)
- Wang Zili (en 1988 et 1999)
- Liang Jinrong (en 1995 et 2000)
- Zhang Zhong (en 2001 et 2003)

## Palmarès masculin

### De 1957 à 2000
- 1957 (Shanghai) : Zhang Rujang
- 1958 (Canton) : Xu Jialiang
- 1959 (Pékin, jeux nationaux) : Deng Wenxiang ; 2. Zhang Donglu
- 1960 (Pékin) : Xu Tianli ; 2. Deng Wenxiang
- 1962 (Hefei) : Xu Tianli ; 2. Deng Wenxiang
- 1964 (Hangzhou) : Jian Mingji ; 2. Xu Tianl
- 1965 (Yinchuan) : Huang Xinzhai ; 2. Deng Wenxiang
- 1966 (Zhengzhou : Zhang Donglu ; 2. Xu Tianli

Pas de championnat organisé de 1967 à 1973
- 1974 (Chengdu) : Cheng De ; 2. Qi Jingxuan
- 1975 (Pékin, jeux nationaux[2]) : Qi Jingxuan ; 2.  Liu Wengzhe[3]

Pas de championnat en 1976
- 1977 (Taiyuan) : Chen De
- 1978 (Zhengzhou) : Qi Jinxuan
- 1979 (Pékin, jeux nationaux) : Li Zunian ; 2. Qi Jingxuan
- 1980 (Leshan) : Liu Wengzhe ; 2. Qi Jingxuan
- 1981 (Wenzhou) : Ye Jiangchuan
- 1982 (Chengdu) : Liu Wengzhe ; 2. Xu Jun
- 1983 (Kunming) : Xu Jun ; 2. Ye Rongguang
- 1984 (Guangzhou) : Ye Jiangchuan ; 2. Xu Jun
- 1985 (Nankin) : Xu Jun
- 1986 (Chongqing) : Ye Jiangchuan ; 2. Xu Jun
- 1987 (Xuchang) : Ye Jiangchuan ; 2. Xu Jun
- 1988 (Hangzhou) : Wang Zili
- 1989 (Pékin) : Ye Jiangchuan ; 2. Xu Jun
- 1990 (Shanghai) : Ye Rongguang ; 2. Ye Jiangchuan
- 1991 (Chengdu) : Lin Weiguo ; 2. Qi Jinxuan
- 1992 (Pékin) : Lin Weiguo ; 2. Liang Jinrong
- 1993 (Qingdao) : Tong Yuanming ; 2. Wang Zili
- 1994 (Pékin) : Ye Jiangchuan ; 2. Liang Jinrong
- 1995 (Fuling) : Liang Jinrong ; 2. Li Shilong
- 1996 (Tianjin) : Ye Jiangchuan
- 1997 (Pékin) : Lin Weiguo
- 1998 (Shenyang) : Peng Xiaomin
- 1999 (Harbin) : Wang Zili
- 2000 (Lishui) : Liang Jinrong (tournoi k. o.)[4]

### Depuis 2001
Depuis 2006, le championnat chinois est un tournoi toutes rondes avec douze joueurs.
| Année | Lieu        | Champion                 | Deuxième(s)                         | Troisième(s)                                   | Quatrième                                      | Joueurs |
| ----- | ----------- | ------------------------ | ----------------------------------- | ---------------------------------------------- | ---------------------------------------------- | ------- |
| 2001, | Wuxi        | Zhang Zhong              | Xu Jun (finaliste)                  | Bu Xiangzhi, et Peng Xiaomin (demi-finalistes) | Bu Xiangzhi, et Peng Xiaomin (demi-finalistes) | 32      |
| 2002, | Qinhuangdao | Zhang Pengxiang          | Bu Xiangzhi (finaliste)             | Li Shilong et Zhao Jun (demi-finalistes)       | Li Shilong et Zhao Jun (demi-finalistes)       | 32      |
| 2003  | Shanwei     | Zhang Zhong              | Ni Hua Wu Wenjin                    |                                                | Wang Rui                                       | 52      |
| 2004  | Lanzhou     | Bu Xiangzhi              | Zhang Zhong                         | Wu Wenjin Wang Yue                             |                                                | 58      |
| 2005  | Pékin       | Wang Yue                 | Zhao Jun Wang Hao                   |                                                | Zhou Jianchao                                  | 10      |
| 2006  | Wuxi        | Ni Hua                   | Zhang Pengxiang Zhang Zhong         |                                                | Wang Hao Zhou Jianchao                         | 12      |
| 2007  | Chongqing   | Ni Hua                   | Bu Xiangzhi Wang Yue                |                                                | Wang Hao                                       | 12      |
| 2008  | Pékin       | Ni Hua                   | Wang Hao Zhou Jianchao Wang Yue     |                                                |                                                | 12      |
| 2009, | Xinghua     | Ding Liren (16 ans)      | Wang Hao                            | Bu Xiangzhi                                    | Zhou Weiqi                                     | 12      |
| 2010, | Xinghua     | Wang Hao (au départage)  | Bu Xiangzhi Zhou Jianchao (ex æquo) |                                                | Li Shilong NI Hua                              | 12      |
| 2011, | Xinghua     | Ding Liren (9 / 11)      | Zhao Jun Ni Hua Zhou Jianchao       |                                                |                                                | 12      |
| 2012  | Xinghua     | Ding Liren               | Yu Yangyi                           | Ni Hua                                         | Wang Yue                                       | 12      |
| 2013  | Xinghua     | Wang Yue                 | Ma Qun (2e) Li Chao (3e)            |                                                | Hou Yifan                                      | 12      |
| 2014  | Xinghua     | Yu Yangyi (au départage) | Ding Liren (ex æquo)                | Ma Qun Wei Yi                                  |                                                | 12      |
| 2015  | Xinghua     | Wei Yi (15 ans)          | Ding Liren                          | Wang Hao Yu Yangyi                             |                                                | 12      |
| 2016  | Xinghua     | Wei Yi                   | Zeng Chongsheng                     | Bai Jinshi                                     | Gao Rui                                        | 12      |
| 2017  | Xinghua     | Wei Yi                   | Lu Shanglei                         | Wen Yang                                       | Zhou Jianchao                                  | 12      |
| 2018  | Xinghua     | Wen Yang (au départage)  | Bai Jinshi (ex æquo)                | Liu Yan                                        | Lu Shanglei                                    | 12      |
| 2019  | Xinghua     | Lu Shanglei              | Bai Jinshi                          | Zhao Jun                                       | Xu Yinglun                                     | 12      |
| 2020  | Xinghua     | Yu Yangyi (au départage) | Lu Shanglei                         | Wei Yi                                         | Ju Wenjun                                      | 12      |
| 2021  | Xinghua     | Yu Yangyi (au départage) | Wei Yi (ex æquo)                    | Li Di (ex æquo)                                | LU Shanglei                                    | 12      |
| 2022  | Xinghua     | Dai Changren             | Zhao Jun                            | Xu Xiangyu                                     | Li Di                                          | 12      |
| 2023  | Xinghua     | Li Di (au départage)     | Xu Xiangyu (ex æquo)                | Dai Changren                                   | Wan Yunguo                                     | 12      |
| 2024  | Xinghua     | Wang Yue                 | Zhao Chenxi                         | Xu Xiangyu Kong Xiangrui Lu Shanglei           |                                                | 12      |

## Palmarès du tournoi féminin
- 1979 : Liu Shilan
- 1980 : Liu Shilan
- 1981 : Liu Shilan
- 1982 : Zhao Lan
- 1983 : Liu Shilan
- 1984 : Liu Shilan
- 1985 : Liu Shilan
- 1986 : Liu Shilan
- 1987 : Peng Zhaoqin
- 1988 : Qin Kanying
- 1989 : Xie Jun
- 1990 : Peng Zhaoqin
- 1991 : Qin Kanying
- 1992 : Zhu Chen
- 1993 : Peng Zhaoqin
- 1994 : Zhu Chen
- 1995 : Qin Kanying
- 1996 : Zhu Chen
- 1997 : Wang Lei
- 1998 : Wang Lei
- 1999 : Qin Kanying
- 2000 : Wang Lei
- 2001 : Wang Lei
- 2002 : Wang Pin [32]
- 2003 : Xu Yuanyuan
- 2004 : Qin Kanying
- 2005 : Wang Yu
- 2006 : Li Ruofan
- 2007 : Hou Yifan
- 2008 : Hou Yifan
- 2009 : Shen Yang
- 2010 : Ju Wenjun
- 2011 : Zhang Xiaowen
- 2012 : Huang Qian
- 2013 : Ding Yixin
- 2014 : Ju Wenjun
- 2015 : Tan Zhongyi
- 2016 : Guo Qi
- 2017 : Lei Tingjie
- 2018 : Zhai Mo
- 2019 : Zhu Jiner[33]
- 2020 : Tan Zhongyi[27],[34]
- 2021 : Tan Zhongyi[35]
- 2022 : Tan Zhongyi[29]
- 2023 : Guo Qi
- 2024 : Lu Miaoyi[36]